# Mata Hari

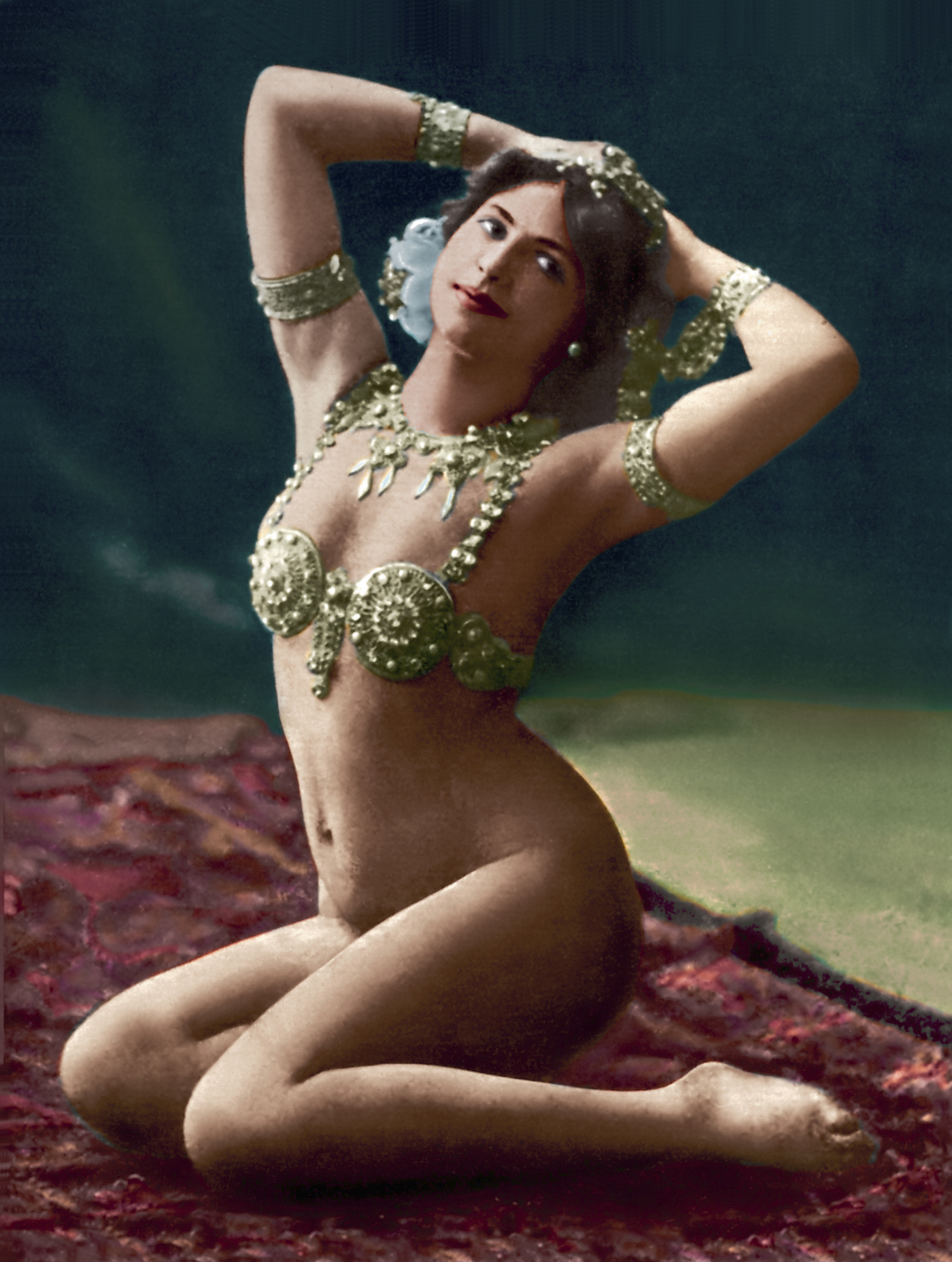
Mata Hari (Paříž, 1910)

Mata Hari (malajsky „oko nového svítání“, tj. Slunce), pravým jménem Margaretha Geertruida Zelleová (7. srpna 1876, Leeuwarden – 15. října 1917, Vincennes), byla nizozemská orientální tanečnice, která se v průběhu první světové války stala agentkou Německa a Francie. Prezentovala se fiktivním životním příběhem, vystupovala v cirkusech, pózovala malířům a proslula jako tanečnice exotických tanců.
Známá byla také jako kurtizána a milenka mnoha prominentů. Její život se stal předlohou románů a filmových zpracování.

## Život
Narodila se v rodině Adama Zelleho, obchodníka s klobouky, a Antje van der Meulenové. Otec ale jako podnikatel zkrachoval, matka záhy zemřela a děti vyrůstaly u příbuzných. Když jí bylo osmnáct, provdala se za 39letého Rudolpha MacLeoda, kapitána nizozemské armády, původem ze Skotska, se kterým odcestovala na Jávu a Sumatru v Nizozemské východní Indii. Manželství ale nebylo ideální, prvorozený syn Norman John (1897–1902) tragicky zahynul (byl otráven, stejně jako jeho mladší sestra, která však otravu přežila), a tak v roce 1903 (některé prameny uvádějí 1902)[zdroj?] opustila rodinu a vrátila se do Evropy, nejprve do Paříže, později do Holandska. V roce 1904 se vrátila do Paříže, kde se živila jako orientální tanečnice. Postupně se stala slavnou a byla hostem mnoha velkých scén.
Když vypukla první světová válka, seznámila se v Holandsku s agentem Karlem Kramerem, který ji naverboval za 20 000 franků do služeb německé rozvědky. Dalším jejím milencem byl Vadim Maslov, kapitán prvního pluku ruské carské armády, bojující v ruském expedičním sboru na západní frontě po boku francouzských jednotek. V Paříži později přijala z rukou kapitána francouzské tajné služby Ladouxe obdobnou nabídku a stala se agentkou na dvě strany.
V lednu 1917 se Francouzům dostala do rukou šifra, která ji prozradila. Dne 13. února byla v pařížském hotelu Elysées Palace zatčena. Díky svojí naivitě, důvěřivosti a neschopnosti rozlišit pravdu od fikce se stále více zaplétala do svých výpovědí (do té doby proti ní nebyly přímé důkazy). Přítěží byla navíc i problematická a nepříliš dobrá situace na západní frontě. Dubnová Nivellova ofenzíva se zhroutila, plán útoku prozradil nějaký špion.
V květnu 1917 začalo docházet ke vzpourám ve francouzské armádě a vojáci odmítali další bezhlavé, špatně připravené útoky proti německým zákopům. Armáda potřebovala ukázat, že se zrádci se nemazlí. Soud, který se konal za zavřenými dveřmi, ji obvinil ze smrti 50 000 vojáků a odsoudil ji k trestu smrti. Při popravě, která se konala 15. října 1917 u zámku Vincennes, pouze tři z 12 výstřelů zasáhly její tělo, ale zranění byla smrtelná.

## Fikce
Dle životopisu, kterým se prezentovala dobové veřejnosti, se narodila na jihu Indie, ve svatém městě Jaffnapatamu, otec byl vznešený bráhman, matka bajadéra, která zemřela hned po porodu a ji samou adoptovali kněží. Tančila při pobožnostech a ve 13 letech byla unesena mladým anglickým důstojníkem, který se do ní zamiloval a oženil se s ní. Postupně propadla kouzlu orientálních tanců.

## Galerie

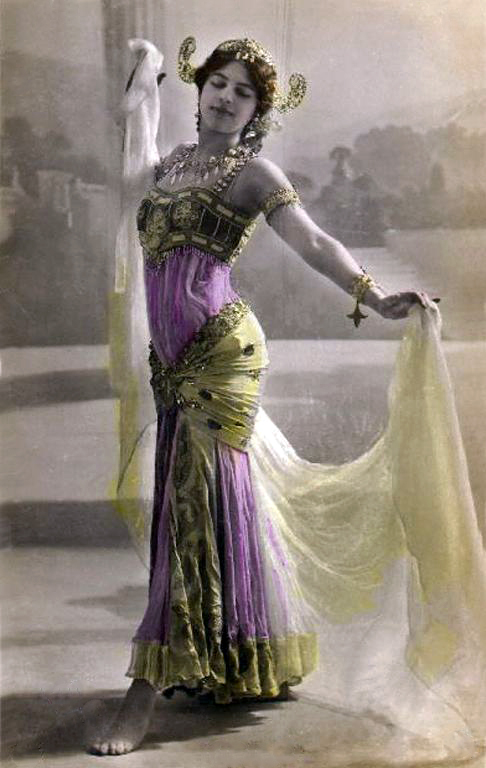
Lucien Walery: Mata Hari, 1906
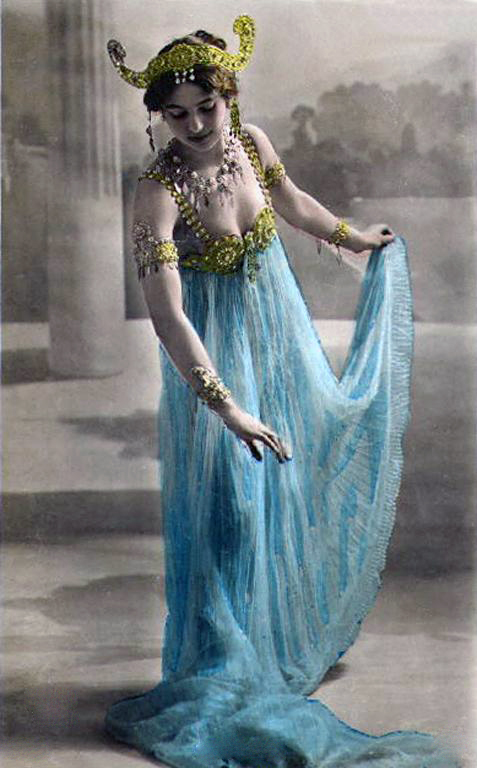
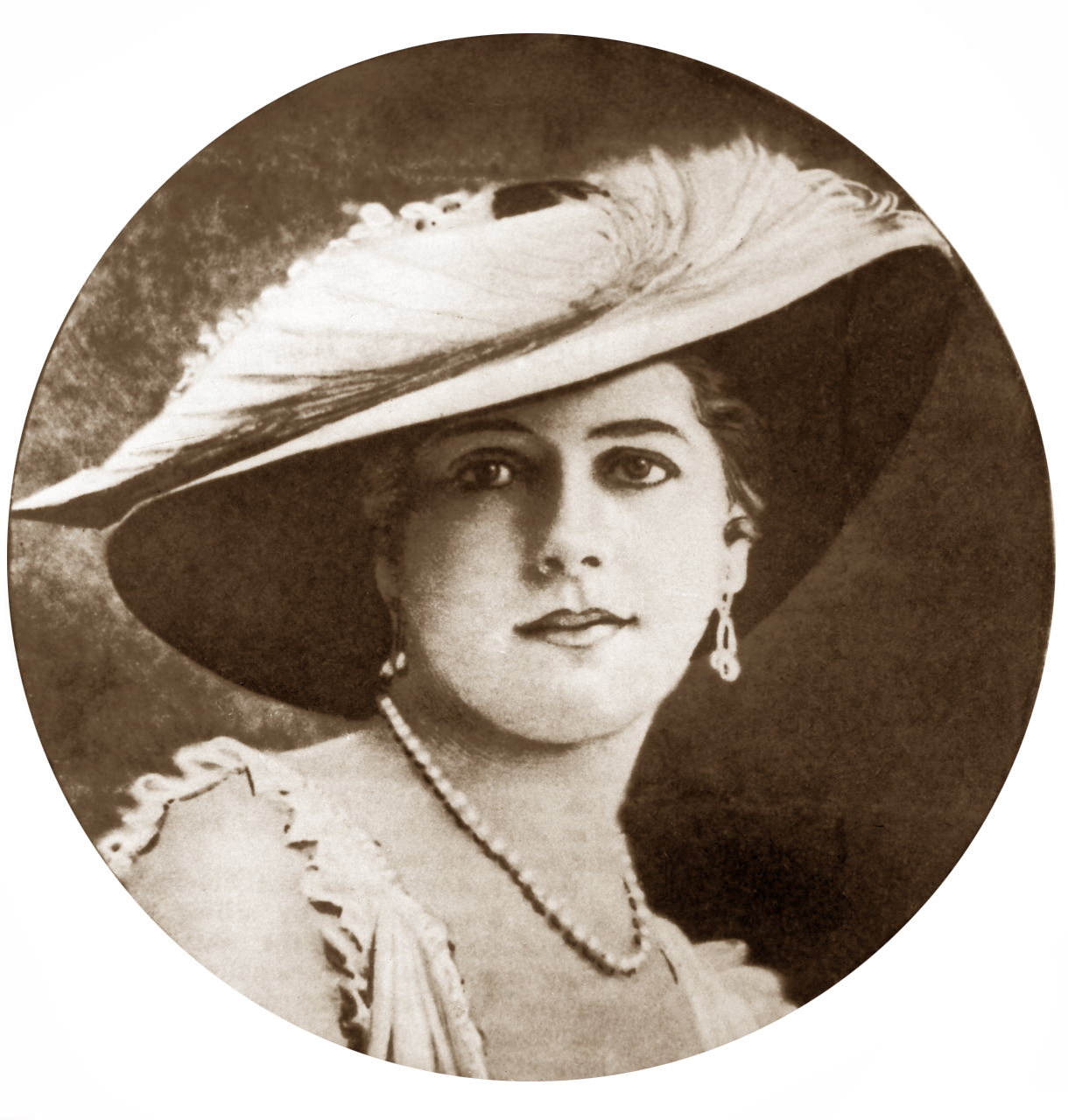
Mata Hari, cca 1915
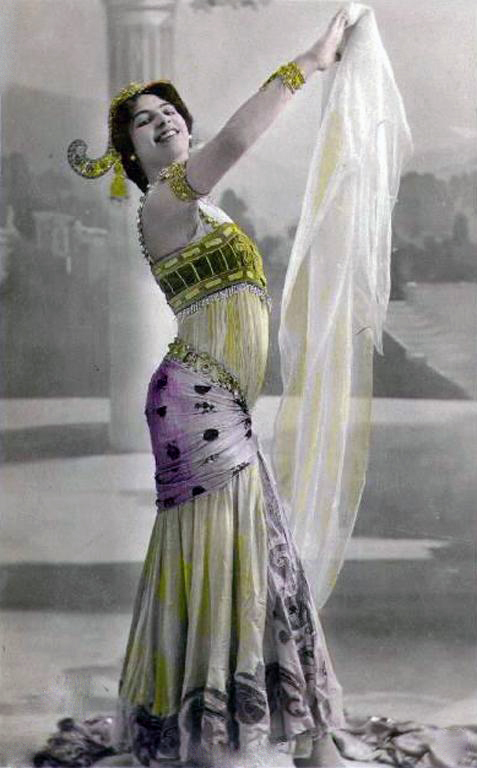
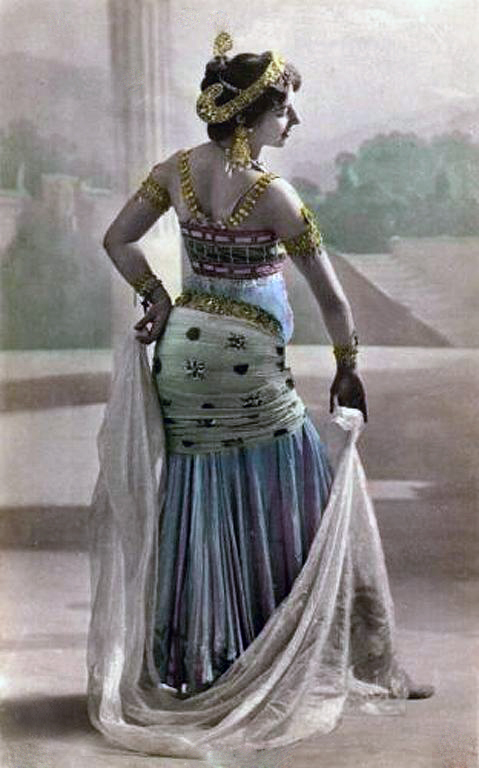